# Ouled Hedadj
Ouled Hedadj là một đô thị thuộc tỉnh Boumerdès, Algérie. Dân số thời điểm năm 2002 là 22.382 người.